# Auberville-sur-Eaulne
Auberville-sur-Eaulne is een gehucht en voormalige gemeente in de Franse gemeente Envermeu in het departement Seine-Maritime. Het gehucht ligt in het zuidoosten van de gemeente, een kilometer ten zuidoosten van de dorpskern van Envermeu, waar het tegenwoordig mee verbonden is.
Langs Auberville-sur-Eaulne stroomt de Eaulne.

## Geschiedenis
Oude vermeldingen van de plaats gaan terug tot eind 11de en begin 12de eeuw als Albertivilla en de 13de eeuw als Aubervilla. De 18de-eeuwse Cassinikaart toont hier de parochie Auberville. 
Op het eind van het ancien régime eind 18de eeuw, toen de gemeenten werden gecreëerd, werd Auberville-sur-Eaulne een gemeente. De kerk werd begin 19de eeuw afgebroken.
In 1823 werd de gemeente Auberville-sur-Eaulne al opgeheven en bij de gemeente Envermeu aangehecht.
Auberville-sur-Eaulne · Bray · Le Buc · Envermeu · Hybouville · Saint-Laurent-d'Envermeu · Torqueville